# Venzia
Venzia è un genere estinto di crostacei decapodi appartenente all’infraordine Caridea. I fossili sono stati ritrovati in Italia settentrionale, e risalgono all'Eocene inferiore. La specie tipo (e l'unica nota) è Venzia ypresiana.

## Etimologia
Il nome generico Venzia è dedicato al geologo trentino Sergio Venzo (1908–1978), il primo a segnalare l’affioramento fossilifero di Solteri. L'epiteto specifico è in riferimento all'Ypresiano, lo stadio inferiore dell’Eocene.

## Descrizione
Il materiale tipo comprende l’olotipo MUSE-PAL 6785a-b e il paratipo MUSE-PAL 5474. Entrambi gli esemplari sono conservati presso il MUSE di Trento. Gli esemplari noti misurano 51,4 mm (olotipo) e 55,3 mm (paratipo) di lunghezza totale, includendo il rostro.
Il carapace è subrettangolare, allungato e liscio, con margine dorsale rettilineo privo di carene longitudinali. Il margine posteriore è leggermente concavo nel terzo superiore, quello ventrale debolmente arcuato. Il rostro è allungato, rivolto verso l’alto, con margine dorsale liscio e due spine ventrali rivolte in avanti. È presente una spina antennale sviluppata e appuntita. Non si osservano solchi, carene o spine aggiuntive sul carapace.
Il pleon presenta i segmenti s1, s3, s4 e s5 compressi e sovrapposti ventralmente. Le pleure di s1, s3–s5 sono subtriangolari e di lunghezza simile. La pleura di s2 è subrotonda, ingrandita ventralmente e parzialmente sovrapposta a quelle adiacenti. Il sesto segmento è subquadrato, con margine ventrale arrotondato e più lungo degli altri. Il telson è appuntito e triangolare, privo di spine mobili o fisse.
Le appendici cefaliche sono scarsamente conservate; è presente un occhio subrotondo con peduncolo corto. La scafocerite è allungata. Le antenne (a1 e a2) sono solo parzialmente conservate. Gli arti toracici (P1–P4) sono allungati ma privi della parte distale. Il quinto pereiopode (P5) è sottile, più corto rispetto agli altri, terminante con un dactylus appuntito. Le appendici pleonali non sono conservate. L’esopode uropodale presenta una spina laterale, una carena longitudinale sottile e un diaeresi ben visibile. L’endopode uropodale è liscio e di lunghezza pari all’esopode.

## Classificazione
Il genere Venzia è stato descritto per la prima volta nel 2024 a partire da esemplari fossili rinvenuti nella Formazione di Chiusole, presso Solteri vicino a Trento, in Trentino-Alto Adige. I due esemplari fossili provengono da un orizzonte marnoso-calcareo ricco in materia organica, appartenente alla Formazione di Chiusole. L’età è riferita all'Ypresiano (Eocene inferiore). I fossili sono stati ritrovati a Solteri, presso Trento, nell’Italia settentrionale.
Venzia è attribuita al sottordine Pleocyemata e all’infraordine Caridea, ma la sua collocazione a livello di superfamiglia e famiglia resta incerta (incertae sedis). 